# Leptosteges pulverulenta
Leptosteges pulverulenta är en fjärilsart som beskrevs av W. Warren 1889. Leptosteges pulverulenta ingår i släktet Leptosteges och familjen Crambidae. Inga underarter finns listade i Catalogue of Life.